# The Parson's Cookery Lesson
The Parson's Cookery Lesson è un cortometraggio muto del 1904 diretto da Lewin Fitzhamon.

## Trama
Un parroco per insegnare alle ragazze come si cucina, le soffoca con un polverone di uova, latte e farina.

## Produzione
Il film fu prodotto dalla Hepworth.

## Distribuzione
Distribuito dalla Hepworth, il film - un cortometraggio della lunghezza di trenta metri - uscì nelle sale cinematografiche britanniche nell'aprile 1904. Nel luglio dello stesso anno venne distribuito negli Stati con il titolo The Parson's Cooking Lesson dall'Edison Manufacturing Company.
Non si hanno altre notizie del film che si ritiene perduto, forse distrutto nel 1924 quando il produttore Cecil M. Hepworth, ormai fallito, cercò di recuperare l'argento del nitrato fondendo le pellicole.